# アリストテレス (クレーター)
アリストテレス (Aristoteles) は、月の表側にある大きなクレーターであり、月の北部に位置する。古代ギリシアの学問・文化・思想を集大成し、「万学の祖」と呼ばれた哲学者、アリストテレスにちなんで名づけられた。
アリストテレスは氷の海の南端近くに位置しており、アリストテレスの西にはエゲデが位置している。エゲデのさらに西方にはアルプス山脈がそびえている。アリストテレスの南にはエウドクソス、アリストテレスの北東にはガレが位置しており、アリストテレスの北方には氷の海をはさんでシープシャンクスが位置している。
アリストテレスの東の周壁にはアリストテレスよりもやや小さいミッチェルが隣接しており、地球からアリストテレスを望遠鏡で観察すると、大小2つのクレータが並んでいるのが確認できる。
アリストテレスの周壁は六角形に近い形状に歪んでおり、周壁の内側は幅の広い段丘状になっている。周壁の外側は放射状の構造をしており、なだらかな斜面を形成している。アリストテレスの底面はでこぼこしており、波を打ったような起伏が全体的に見られる。アリストテレスの中心丘は、アリストテレスの中心点から少し南に逸れた地点に位置している。

## 従属クレーター
アリストテレスのごく近くにある小さな無名のクレーターについては、アルファベットを付加することによって識別される。
| 名称 | 月面緯度     | 月面経度     | 直径 |
| ---- | ------------ | ------------ | ---- |
| D    | 北緯 47.5 度 | 東経 14.7 度 | 6 km |
| M    | 北緯 53.5 度 | 東経 27.2 度 | 7 km |
| N    | 北緯 52.9 度 | 東経 26.8 度 | 5 km |